# Sony Mobile
Sony Mobile（ソニーモバイル）とはソニーのカーオーディオ、カーナビゲーションに付けられるブランドである（携帯電話のブランドではない）。2006年（平成18年）に日本国内での販売を一時休止した後、2007年（平成19年）3月にメモリーナビ市場に参入し復活。しかし2012年いっぱいをもってカーナビゲーション事業から撤退することが発表された。

## カーオーディオ
主に輸出向けがメインだったので、ウォークマンや同社の据え置き型オーディオよりも早くMP3対応タイプを出していた。
- 1984年（昭和59年）頃 車載用CDプレイヤーを発売。
- 1992年（平成4年） 車載用MDプレイヤーを発売。
- 2000年（平成12年） MDLP対応プレイヤーを発売。
- 2006年（平成18年） 日本国内での販売を終了。

日本以外では現在でも販売を続けており、日本向けの欧州製フォード車（クーガ、フォーカス、フィエスタ）にも装着されている。1DINサイズ、2DINサイズいずれも販売されている。かつては日産自動車や一部のホンダ車の純正オーディオも手がけていた。特に日産車にはカセットチューナーがクラリオン製でCD/MDプレーヤーがソニー製という1DIN＋1DIN形態が多かった。他には純正オーディオとしては数少ない1DINのMDチューナーもホンダ車など向けに生産していた。モニタやデジタルラジオチューナー、ボートに取り付ける防水タイプのオーディオユニット、アンプ、スピーカーも豊富に販売されている。現在販売されているモデルはほとんど全てMP3/AAC/WMA再生やUSBポートを備えている。Bluetooth搭載モデルも充実している。JVCと違い、HD Radioや衛星ラジオは別売りの外付けチューナーを必要とする。ちなみにJVCのカーオーディオのハーネス（色分けは異なる）とCDチェンジャーなどのアドオン配線の端子の形状はソニー製カーオーディオと共通化されていた。色分けは異なるため転用しても機能せずまた危険な行為である。なお、ソニーの場合はCDチェンジャーなどを利用する際にはオーディオケーブルが必要であった。イエローハットの "fine mine" ブランドとしてカーオーディオを供給していたこともあった。このfine mineカーオーディオはソニー製の物とは異なり時刻をCD／MDの表示数秒から時刻に戻る。という一般的なカーオーディオの機能は存在せず時刻を確認したい場合必ずボタンを押さなければならなかった。

## カーナビゲーション
1990年代前半にはパイオニア、パナソニックより安価なカーナビを発売した。またジョイスティックによる操作やダッシュボードの上にTVモニターを置くという手法もソニーが提案したといわれている。
他社では主流になったAV一体型2DINナビゲーションはSONY NVX-Z555の一機種のみに留まり、2006年（平成18年）には日本国内の販売は一旦終了した。
2007年（平成19年）3月にポータブルナビゲーションnav-uシリーズを発売したが、2012年いっぱいをもってカーナビゲーション事業から撤退した。

### nav-u （ナブ・ユー）

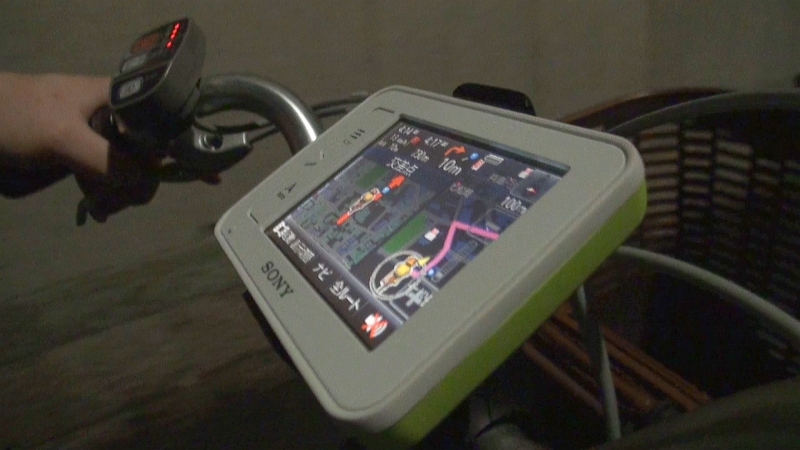
NV-U35

全機種生産完了。
- NV-U1

2007年（平成19年）3月発売。
- NV-U2

2007年（平成19年）11月発売。
- NV-U3

2008年（平成20年）9月発売。
- NV-U3V

2008年（平成20年）9月発売。ワンセグ搭載モデル。
- NV-U3C

2009年（平成21年）4月発売。自転車モード搭載モデル。
- NV-U3DV

2009年（平成21年）8月発売。6.1V型画面のワンセグ搭載モデル。
- NV-U75

2009年（平成21年）9月発売。
- NV-U75V

2009年（平成21年）9月発売。ワンセグ搭載モデル。
- NV-U35

2010年（平成22年）3月（筺体色オレンジは4月）発売。3.5V型画面の自転車モード搭載モデル。
- NV-U76V

2010年（平成22年）8月発売。ワンセグ搭載モデル。
- NV-U76VT

2010年（平成22年）8月発売。FM-VICSおよびワンセグ搭載モデル。
- NV-U77V

2011年（平成23年）5月21日発売、4.8V型TFTアクティブマトリックス（480×272ピクセル16：9）、ワンセグチューナー搭載、内蔵メモリー8GB。
- NV-U37

2011年（平成23年）6月25日（筺体色オレンジは7月9日）発売、3.5V型TFTアクティブマトリックス（320×240ピクセル4：3）、自転車モード搭載、内蔵メモリー8GB。
- NV-U77VT

2011年（平成23年）7月23日発売、4.8V型TFTアクティブマトリックス（480×272ピクセル16：9）、FM-VICSおよびワンセグチューナー搭載、内蔵メモリー8GB。
- NV-U97VT

2011年（平成23年）11月12日発売、7.0V型TFTアクティブマトリックス（480×272ピクセル16：9）、FM-VICSおよびワンセグチューナー搭載、内蔵メモリー8GB。NV-U97Vとともにnav-uの最終機種となる。
- NV-U97V

2011年（平成23年）11月12日発売、7.0V型TFTアクティブマトリックス（480×272ピクセル16：9）、ワンセグチューナー搭載、内蔵メモリー8GB。NV-U97VTとともにnav-uの最終機種となる。

### XYZ（ジィーゼット）
HDD内蔵のシリーズで、オペレーティングシステム (OS) にLinuxを採用している。nav-uと比較すると、全モデルで6.5インチ高解像度液晶パネルを採用し、ビーコンユニットも搭載可能であるなど、ハイエンド寄りのシリーズになっていた。一部ライブラリにGPL/LGPL適用ソフトウエアが使われているので、ソースコードの配布が行われている。全機種生産完了。

#### XYZ（初代シリーズ）
6.5インチワイドWVGA（800×480ピクセル）TFT液晶パネル、USB 2.0、HDD容量30GBを搭載した、XYZシリーズ初期モデル。タッチパネル式液晶ディスプレイとハードディスクユニットが一体となった、ポータブルナビゲーションシステム。本体側面にメモリースティックスロットとCFカードスロットを備える。別売りの無線LAN子機機能を備えたCFカードを挿入し、自宅無線LANや公衆無線LANへ接続するとインターネット環境が構築でき、ウェブ・ブラウジングやメールの送受信も可能となる。
ポータブルナビゲーションとなっているが、バッテリは搭載していないので持ち歩きながら使用することはできない。各車にステーションだけ取り付けておいてナビ本体を載せ替えて使ったり、地図転送や音楽・動画データ転送のためにパソコンのある場所まで持ち歩くための機能である。
2012年5月に終了してしまったが、市街詳細地図をダウンロード購入することができた。パソコンで地図データをダウンロードして本体とUSBで接続し、HDD内の地図を更新するというもので、特に市街詳細地図は都道府県単位で購入できたため、必要な都道府県のみに絞れば非常に安価に更新が可能であった。市街詳細地図には3Dモーションストリートガイドが搭載されており、都市部の複雑な交差点にさしかかると実際の風景を元にした3D描画で交差点の案内が表示される。
HDDには地図データの他、音楽データ（ATRAC3かMP3をSonicStageで転送、MP3は直接コピーも化）や動画データ（専用ソフトでパソコンから変換しながら転送する）を記録して車内で視聴できる。ピクチャ・イン・ピクチャ機能も搭載しており、アナログテレビ・ビデオ入力・動画データをナビ画面を表示しながら子画面で観ることもできる。
内蔵モノラルスピーカーは搭載しているが、ステレオアンプは搭載していないので、カーオーディオとして使うには別途アンプが必要である。FMトランスミッターは内蔵しているので、FMラジオが搭載されている車であれば使用できる。
- NV-XYZ88[3]

2004年（平成16年）12月10日発売（生産完了）NV-XYZ77同梱品+インダッシュステーションNVA-DS1付属。
- NV-XYZ77[4]

2004年（平成16年）6月10日発売（生産完了）拡張ステーションNVA-CS1、ホームステーションNVA-HS1、リモコンRM-X700付属。
- NV-XYZ55[5]

2004年（平成16年）6月10日発売（生産完了）リモコンRM-X700付属。
- NV-XYZ33[6]

2004年（平成16年）6月10日発売（生産完了）ホームステーションNVA-HS1付属。

#### XYZ(3桁シリーズ)
6.5インチワイドWVGA（800×480ピクセル）TFT液晶パネル、USB 2.0、HDD容量30GBを搭載した、XYZシリーズ最終モデル。前モデルからの変更点は、XYZ777シリーズがタッチパネル式液晶ディスプレイとハードディスクユニット（本体）が別筺体となった。
Z555は正確にはXYZシリーズではないが、液晶パネルやHDD容量は共通である。可動式液晶パネル一体型筐体（2DIN内蔵型）で、DVD/CD・MD・AM/FMラジオ・4chアンプ (50W×4) 内蔵のAV一体モデルとなった。音楽の取り込みもCDから直接本体で録音してHDDに記録する方式になった。
地図データはXYZ777は初代モデルと共通だが、Z555のみ専用の地図ディスクを必要とし、本体のみで更新作業を行う。モーションストリートガイドはXYZ777が購入時体験版のみの収録で市街地図更新時に製品版がインストールされるが、Z555は搭載できない。
Z555は別売りの地上デジタルテレビチューナー対応で、専用ケーブルで接続すると本体リモコンから操作できる。
- NV-XYZ777EX

2005年（平成17年）7月7日発売（生産完了）VICSビーコン・リモコン付き。
- NV-XYZ777

2005年（平成17年）6月10日発売（生産完了）
- NVX-Z555

2005年（平成17年）6月10日発売（生産完了）